# 接待シリーズ
接待シリーズとは、Waffleから発売されたアダルトゲームのシリーズである。
本シリーズは、2002年に発売された『特別接待 〜極楽浄土へようこそ〜』を第1作とするアダルトゲームのシリーズであり、番外編として『逃亡者 毒島音露 〜離島の海女編〜』から始まる全5作の逃亡者シリーズがある。
『優遇接待 〜孤島の楽園へようこそ〜』を除くすべての作品における主人公は、連続婦女暴行犯・毒島音露であり、毒島音露シリーズと呼ばれることもある。
Waffleのうし太郎はぎゃるっ娘とのインタビューの中で、フェティシズムに特化した作品として開発してきたと話している。

## 作品一覧
『汁だく接待』ならびにそのプラグインソフトについては、汁だく接待 〜汁だらけの街〜を参照。また、逃亡者シリーズ各作品については#逃亡者シリーズを参照。
- 特別接待 〜極楽浄土へようこそ〜 -  2002年3月1日発売。2003年3月28日と2005年10月28日に破格版が発売されている。
- 優遇接待 〜孤島の楽園へようこそ〜 2003年5月30日発売。2005年11月11日にはiアプリ版の配信が開始された。
  - 優遇接待+ 〜孤島の楽園へようこそ〜 -『優遇接待』の機能追加版で、2005年10月28日に発売された。
  - 優遇接待# 〜孤島と6人のスク水っ娘たち〜  - 『優遇接待』のリニューアル版で、上記の『優遇接待+』とは内容が異なる。2004年8月27日に本編が発売されたほか、2008年7月25日には、アペンドディスク版とアニメーション追加版がそれぞれ発売された。
- 逃亡者 毒島音露 〜離島の海女編〜 - 2005年11月25日発売。
- 逃亡者 毒島音露 〜柔肌の中に眠れ編〜 -  2005年12月28日発売。
- 逃亡者 毒島音露〜強制発射、囚われた乗客編〜 - 2006年1月27日発売。
- 逃亡者 毒島音露 〜籠の中の淫謀編〜 - 2006年3月3日発売。
- 逃亡者 毒島音露 〜砂時計のメイド編〜 - 2006年3月24日発売。
- 逃亡者 毒島音露 上巻 - 2006年12月15日発売。『離島の海女編』と『柔肌の中に眠れ編』を収録したDVD-PG版。
- 逃亡者 毒島音露 下巻 - 2007年1月1日発売。『強制発射、囚われた乗客編』と『籠の中の淫謀編』と『砂時計のメイド編』を収録したDVD-PG版。
- 汁だく接待 〜汁だらけの街〜 2007年2月9日発売。2008年6月27日にはアペンドディスク版が発売された。
  - 汁だく接待　汁だらけの街　おかわり一杯目〜過去の蜜はどんな味？編〜2007年10月12日発売。『汁だく接待 』のプラグインソフト第1弾。
  - 汁だく接待 汁だらけの街 おかわり二杯目 〜命短し、犯せよ乙女！編〜2008年2月1日発売。『汁だく接待 』のプラグインソフト第2弾。
  - 指先案内人 汁だく接待おかわり三杯目 〜淫惑、性感開発エステ編〜 - 2008年12月19日発売。『汁だく接待 』のプラグインソフト第3弾。

## 特別接待 〜極楽浄土へようこそ〜
シリーズ第1作。「温泉旅館 極楽浄土」の経営者である音露が女性宿泊客たちを食い物にしていく内容である。
2003年3月28日に発売された破格版は不具合の修正が施されたほか、『優遇接待 〜孤島の楽園へようこそ〜』の体験版と、発売中止となった『メイドとお姫様 -身分と感情の狭間で』の開発データが特典として収録されている。また、2005年12月には、もえぷりにて『特別接待 ～極楽浄土へようこそ～iモード版』（FOMA 90x用）が配信された。iモード版『特別接待』には、「我慢汁ゲージシステム」が搭載されている。
ヒロインである八王子三姉妹は、『エレベーターパニック 〜密室の淫行〜』のプラグインディスク特典および『汁だく接待 ～おかわり二杯目～』の通販・アンケート回答特典として配布されるトッピングデータにも登場している。

### 開発（特別接待）
『特別接待 〜極楽浄土へようこそ〜』は、Waffleの再出発の時期に制作された作品であり、この作品のヒットにより、Waffleは凌辱ものを多数制作した。
原画家のさくやついたちは開発の意図について、「これまで9作品作る中で学んだことを生かし、ぱっと見でWaffleだとわかるものを作りたいと思った。今までは自分たちが作りものを優先していたが、多くのユーザーに見てもらうため、ユーザーが求めているエロに重きを置いた。」とGalge.comとのインタビューの中で振り返っている。

### スタッフ
- 原画：さくやついたち
- シナリオ：天哀

## 優遇接待 〜孤島の楽園へようこそ〜
『優遇接待』は『特別接待』の続編に位置する作品である。ゲームの主人公はある島に存在する学園にある合宿用施設の管理人という設定で、合宿のために来訪してきた同校の女子水泳部を相手にした凌辱が繰り広げられる。本作の内容はスクール水着に重きを置いており、登場ヒロインが着用している水着を拡大したり半透明化させたりといった機能が搭載されていた。本作は2003年5月30日に発売されたが、約1ヶ月前に開催されたイベント「キャラクターカーニバル・2000＋3」ではラッセルが出展した企業ブースでスクール水着を着用した女性が本作のチラシを頒布するといったプロモーションが行われ、それを複数のメディアが取り上げた。そのほか、メーカーのオフィシャル通販では本作の購入特典としてスクール水着が付属した。
その後、2005年10月28日には、希望者のみに配布されていた機能を内蔵した『優遇接待+ 〜孤島の楽園へようこそ〜』が発売された。また、これとは別に、ユーザーからの意見を基にシナリオ加筆等の改善策が施されたリニューアル版として『優遇接待# 〜孤島と6人のスク水っ娘たち〜』が2004年8月27日に発売されており、2008年7月25日には『優遇接待#』のアペンドディスク版とアニメーション追加版がそれぞれ発売された。2005年11月には、もえぷりにて『優遇接待 〜孤島の極楽へようこそ〜iモード版』（FOMA 90x用）が配信され、前述のような「ズーム&スケスケ機能」も搭載された。

### 開発（優遇接待）
さくやは本作でスクール水着を導入した理由について「当時流行していたロリキャラを題材にしたいと考えていたものの、普通に作っても大手メーカーには勝てるとは思えなかった。そこで何か一つ特化するものがないかと考えていた時、スクール水着をメインにすれば目立つのではないかと考えた」とGalge.comとのインタビューの中で述べている。
姫ノ宮は、開発当時複数のメーカーからスクール水着をモチーフとしたキャラクターが登場していたものの、リアル調かアニメ調のどちらかしかなく、アダルトゲームならではの特性が出ていなかったとルネソフトの広報・ルネマンと2024年に行った対談の中で語っており、同作においては「リアルっぽくてリアルじゃない」というコンセプトのもと、光沢を強調したりざらつきを出すといった、非現実的な塗り方を取り入れたと話している。

### 反響（優遇接待）
姫ノ宮はルネマンとの対談の中で同作によってWaffleの知名度が上がったと話している。同業者であるルネソフト社内でも話題となっており、ルネマン本人もスクール水着の表現の常識破壊する塗り方が良かったと評している。
また、Waffleプロデューサーのウシ太郎は、Game Headlineとのインタビューの中で、『優遇接待 〜孤島の楽園へようこそ〜』のヒットからフェティシズムものが売れると確信し、以降の作品で汁気や肉質を意識した彩色をするようになったと振り返っている。
その一方、同作では凌辱ばかりで純愛がなかったという意見がWaffle側に寄せられており、『水泳教室 〜冬でもスクール水着〜』が作られるきっかけとなったほか、その『水泳教室』で得た知見はのちに『優遇接待#』にも生かされた。

## 逃亡者シリーズ
低価格帯の得々シリーズの一環として発売された短編作品で、2005年から2006年にかけて全5巻が発売された。
2006年12月15日には『離島の海女編』と『柔肌の中に眠れ編』を収録したDVD-PGの上巻が、2007年1月1日には『強制発射、囚われた乗客編』と『籠の中の淫謀編』と『砂時計のメイド編』を収録したDVD-PGの下巻がそれぞれ発売された。
2006年10月から5ヶ月にわたり、もえぷりにてiアプリ版の配信が行われた。

### あらすじ（逃亡者シリーズ）
離島の海女編〜
病院を抜け出して海女小屋に来た音露は、小屋の中にいた海女の姉妹を凌辱する。
柔肌の中に眠れ編
離島を去り、山奥にたどり着いた音露は、滝に打たれる美しい尼僧・住吉敬子に近づいて凌辱する。だが、敬子はひどいことをされたにもかかわらず、憎しみを見せるどころか音露に食事と宿を与えてくれた。敬子がただ者ではないと感じつつも、音露は寺のある村に住む後家に近づく。
強制発射、囚われた乗客編
逃走中の音露はバスに乗り、人妻・千夏の隣に座った。楽しい旅になると思った矢先、一緒に乗ってきたギンジと美紀がバスジャックを実行する。バスジャックが成功すると警察に見つかることから、音露は千夏とともにバスジャックを阻止する傍ら、どさくさに紛れて女たちを食い物にしていった。
籠の中の淫謀編
冬のある日、音露はかつて経営していた「極楽浄土」へと戻る。懐かしさに浸りつつも暖をとっていたところ、唯子と蓮という2人の遭難者が「極楽浄土」に避難してきた。
砂時計のメイド編
ある夜、音露は山奥の館の小さな窓から3人の女が風呂に入っている様子を見て館に侵入するものの、割った窓ガラスの破片でけがをしてしまう。風呂に入っていた館の女主人とメイドと家庭教師は、音露のけがの手当てをし、けがが治るまでなら滞在してもよいと話す。その後、音露が逃走中の犯罪者だと知られても、罪を許すことはできないが自首してくれるまでかくまってあげるという提案をしてくる。

## 登場人物

### 『特別接待』からの登場人物
毒島 音露
『優遇接待』を除くすべての作品における主人公。
有名大学を首席で卒業したこともあり、真面目な人物として周囲から評判されていたが、実際は女を強姦することが大好きであり、女性宿泊客を犯すために、父親から「温泉旅館　極楽浄土」の経営権を引き継いだ。
『優遇接待』では事故に遭っていたところを陸に助けられた。その後、入院先の病院から脱走した。
八王寺 ありさ（はちおうじ ありさ）
「温泉旅館 極楽浄土」の宿泊客の一人。他人の言うことを疑うことなく信じてしまう傾向にある。初めて付き合った男性に3日で振られ、その際言われたことに対して傷ついている。
八王寺 美影（はちおうじ みかげ）
「温泉旅館 極楽浄土」の宿泊客の一人。
八王子姉妹の父親の再婚相手であり、彼女たちとは血縁関係にないため良くは思われていないものの、最愛の夫の娘であるため、仲良くしようと努力している。
八王寺 翼（はちおうじ つばさ）
ありさの妹で、燕の双子の姉。
姉妹の中では最も父親に対する信頼が篤かったものの、翼の母親が亡くなって間もなく父親が美影と再婚したため、裏切られたという感情から父親を含めた男を嫌うようになった。
八王寺 燕（はちおうじ つばめ）
ありさの妹で、翼の双子の妹。
幼少時に小児性愛者に誘拐され、性交はなかったものの、3日間に渡り着せ替え手弄ばれた過去があり、男は汚らしい存在であると考えている。

### 『優遇接待』および『優遇接待#』からの登場人物
大見 陸
『優遇接待』の主人公。
七島 末利（ななしま まつり）
声：あおいひとみ
水泳部のエースと目されている少女。義理の兄に対する愛情が強く、合宿では禁じられている携帯電話を持ち込み、兄との会話を楽しんでいる。
神海 美乃（かんみ よしの）
声：木村あやか
末利の親友で、「人類皆兄弟」をモットーとする明るく元気な少女。落ち着きに欠ける上に間違った努力しては度々空回りする。
また、小柄な体形にコンプレックスを抱いており、大人びた体つきをもつ深波に憧れを抱く。
瀬名 汐里（せな しおり）
声：桜川未央
暫定的に水泳部のキャプテンを務める少女。完璧さを求める厳しさと、他者とのコミュニケーションを苦手とすることから、周囲から近寄りがたいと思われている。両親が有名な水泳選手だったことと、自身も天才少女として期待されていたことから、水泳でしか自分を表現できないと思い込んでいる。渚の婚約に打ちひしがれた後も、無意識のうちに渚を求めてしまう。また、部内王座決定戦で自分を打ち破った末利に対しては敵対心を抱いている。
春日 渚（かすが なぎさ）
声：芹園みや
水泳部の顧問を務める体育教師。かつては将来を期待されていたが、練習中の事故で腰を痛めて以来一線を退き、コーチとして活動している一方、現役復帰をあきらめきれずにいる。婚約者がいるものの、結婚によって何かを失うのではないかという不安にさいなまされており、自由に生きる陸にあこがれを抱く。
磯崎 真結美（いそざき まゆみ）
声：黒崎猫
『優遇接待#』からの追加キャラクター。
末利らの後輩で、美乃よりもさらに小柄な体格をしている。美乃とは師弟コンビを組んでいるが、実際のあこがれの対象は美乃ではなく深波である。
また、ゴシップを好み、合宿先にノートパソコンを持ち込んではネットサーフィンをしている。
鷹谷 深波（たかや みなみ）
声：早瀬碧
『優遇接待#』からの追加キャラクター。
先代水泳部キャプテン。病弱ゆえ大会に出られないことが多く、昨年は入院中だったため合宿に参加できず、凌辱には巻き込まれなかった。
物静かな雰囲気とは裏腹に、実際は明るい人物であり、関西弁をしゃべるほか、ツッコミにハリセンを使うなどコミカルなところがある。

### 逃亡者シリーズからの登場人物
離島の海女編
久地木 美亜
声：天水るみ
見習い海女で、仕事に誇りを持っている。
久地木 亜矢
声：桜川未央
美亜の妹。姉同様見習い海女だが、海女の衣服がなかったため、スクール水着で代用している。
おとなしい姉とは対照的に、明るく社交的な性格だが、泳げないという海女としては致命的な欠点を持っている。
志賀間 頼子
声：歌織
久地木姉妹らの住む島の海女たちのリーダー格。
久地木姉妹が自分の指示になかなか従おうとしないため、無理難題を課したり、海女小屋を使わせないといった嫌がらせをしている。
柔肌の中に眠れ編
住吉敬子
声：夏川菜々美
山奥の村で住職代理を務める尼僧。
三宅玖美子
声：かわしまりの
山奥の村の支配者だった地主の娘。夫と子どもを相次いでなくし、葬儀のために故郷へ戻ってきた。
立川千草
声：彩世ゆう
三宅家の使用人。玖美子の護衛でもあり、玖美子と行動を共にしていることが多い。身長が高いため、男物のスーツを身に着けている。
強制発射、囚われた乗客編
日向千夏
声：風音
バスの乗客の一人。当初音露には専業主婦だと自己紹介していたが、その正体は生活安全総務課に所属する刑事であり、産休中にたまたまバスを利用していたところをバスジャックに遭遇する。
三枝美紀
声：杉原茉莉
バスジャック犯の一人で、ギンジの妻である。銀行強盗に失敗し、人質をとったままバスに乗り込んだところ、偶然そのバスに逃走犯である音露が乗っていたことから、彼を引き込もうとした結果、彼の毒牙にかかる。
また、テロ組織に所属しており、組織の命令を受け他国から持ち込んだ生物兵器を用いた国家転覆計画を立てている。
気が強く、目立ちたがり屋。
三枝ギンジ
バスジャック犯の一人で、美紀の夫。頭部に傷跡の残るスキンヘッドが特徴の大男であり、レンジャー部隊に所属していたことから、銃火器や爆発物の扱いにたけている。ただ、妻には頭が上がらず、妻がいるときは大きな態度をとるものの、妻がいないと何もできない。
籠の中の淫謀編
日向 唯子（ひなた ゆいこ）
声：カンザキカナリ
「極楽浄土」に避難してきた女子大生。
能天気かつ子どもっぽい性格で、しょっちゅう蓮に助けられている。今回の遭難のきっかけも、蓮の言葉を無視してコースを外れたためである。
御影 蓮（みかげ れん）
声：山内花梨
唯子の友人である女子大生。しっかりした性格で、度々唯子を助けてきたが、今回の遭難に巻き込まれたこともあり、唯子に対して不満を抱いている。
沢井 郁美（さわい いくみ）
声：楠鈴音
音露の元恋人である女医。『籠の中の淫謀編』での遭難には直接関与していない。
砂時計の中のメイド編
金谷 美鈴（かなたに みすず）
宇津呂家の屋敷で働くメイド。
大藪 セレナ（おおやぶ セレナ）
祐平の家庭教師。
宇津呂 静香（うつろ しずか）
宇津呂家の当主で、数年前に夫とは死別している。夫を階段から突き落とし、殺人未遂で逮捕された後、執行猶予付きの有罪判決を受けた。事件のことを思い出したくないという理由で、家の中から時計を捨ててしまった。
また、殺人未遂を起こしたことへの罪悪感から、音露に対して優しく接する。
宇津呂 祐平
宇津呂家の御曹司。
小説版の登場人物
比呂野 琴未（ひろの ことみ）
小説版第1話のターゲット。私立女子光星学園の生徒会長を務めている。
龍造寺 剣（りゅうぞうじ つるぎ）
小説版第2話のターゲット。私立女子光星学園の剣道部に所属している。明るく真面目な性格をしているが、かなりの怖がりでもある。
片桐 こころ（かたぎり こころ）
小説版第3話のターゲットであるOL。
鳴海 瑶子（なるみ ようこ）
小説版第4話のターゲットである保育士。
岸那 ひな（きしな ひな）
小説版第5話のターゲットである女子学生。
人懐っこい性格をしている。また、小柄な体格から小学生と間違われることに悩んでいる。

## メディア展開

### 小説
- 逃亡者毒島音露 レイプ街道爆走一番星

月刊メガストアにて2006年11月から2007年3月に発表された翠川登志による小説で、挿絵は只野あきらが担当している。
時系列では「逃亡者 毒島音露」シリーズと「汁だく接待」の間にあたる。

### OVA
優遇接待 孤島の極楽へようこそ
- scene-1「楽しい水泳合宿になるはずだったのに…」

2004年7月25日発売。
- scene-2「お願い…見逃してください…」

2005年1月25日発売。
- Complete Edition

2015年8月7日発売。
上記2本をまとめたDVD。